# Intermezzo
Um Interlúdio, também chamado de Intermezzo ou Entr'acte, em música, é símbolo musical entre dois atos, no caso de óperas com número de atos par - ou entre duas cenas de um mesmo ato, no caso de óperas com número de atos ímpar. Frequentemente caracteriza-se por uma pequena composição, geralmente para órgão e de caráter improvisativo, que ocorre entre diferentes peças musicais como hino, salmo ou cantata. No caso da peça ser orquestral, o interlúdio surge para preencher o intervalo entre dois atos (ópera).
Exemplos de ópera com intermezzo são: Carmen, de Bizet (chamados de entracte na partitura, precedindo o 2º, o 3º e o 4º ato); Manon Lescaut, de Puccini (entre o 2º e o 3º ato); Cavalleria Rusticana, de Mascagni (entre as duas partes); Daphnis et Chloé, de Maurice Ravel (entre as 11 primeiras partes e as 11 últimas da suíte de música incidental), A noiva do czar, de Nikolai Rímski-Kórsakov (no 2º ato); In a Persian Market, de Albert Ketèlbey.